# Walter Sorell
Walter Sorell (* 2. Mai 1905 in Wien, Österreich-Ungarn; † 21. Februar 1997 in New York City) war ein österreichisch-US-amerikanischer Tanzkritiker, Essayist und Übersetzer.

## Leben
Walter Sorell studierte von 1924 bis 1927 Germanistik an der Universität Wien, anschließend war er als freier Journalist und Chansontexter tätig. Von 1932 bis 1934 leitete er das Theater der Volkshochschule Ottakring. Im Jahr 1939 emigrierte er über Luxemburg nach New York und arbeitete dort als Handanalytiker. Er betätigte sich als Übersetzer der Werke Hermann Hesses ins Amerikanische und als Tanzkritiker für verschiedene amerikanische Zeitschriften. Von 1958 bis 1974 war er Dozent für dramatische Literatur und Tanz an der Columbia University (New York). Von 1959 bis 1964 gehörte er zum Herausgeberkreis der Zeitschrift Dance Observer. Er verfasste auch Biographien über Alma Mahler-Werfel und Gertrude Stein.

## Schriften (Auswahl)

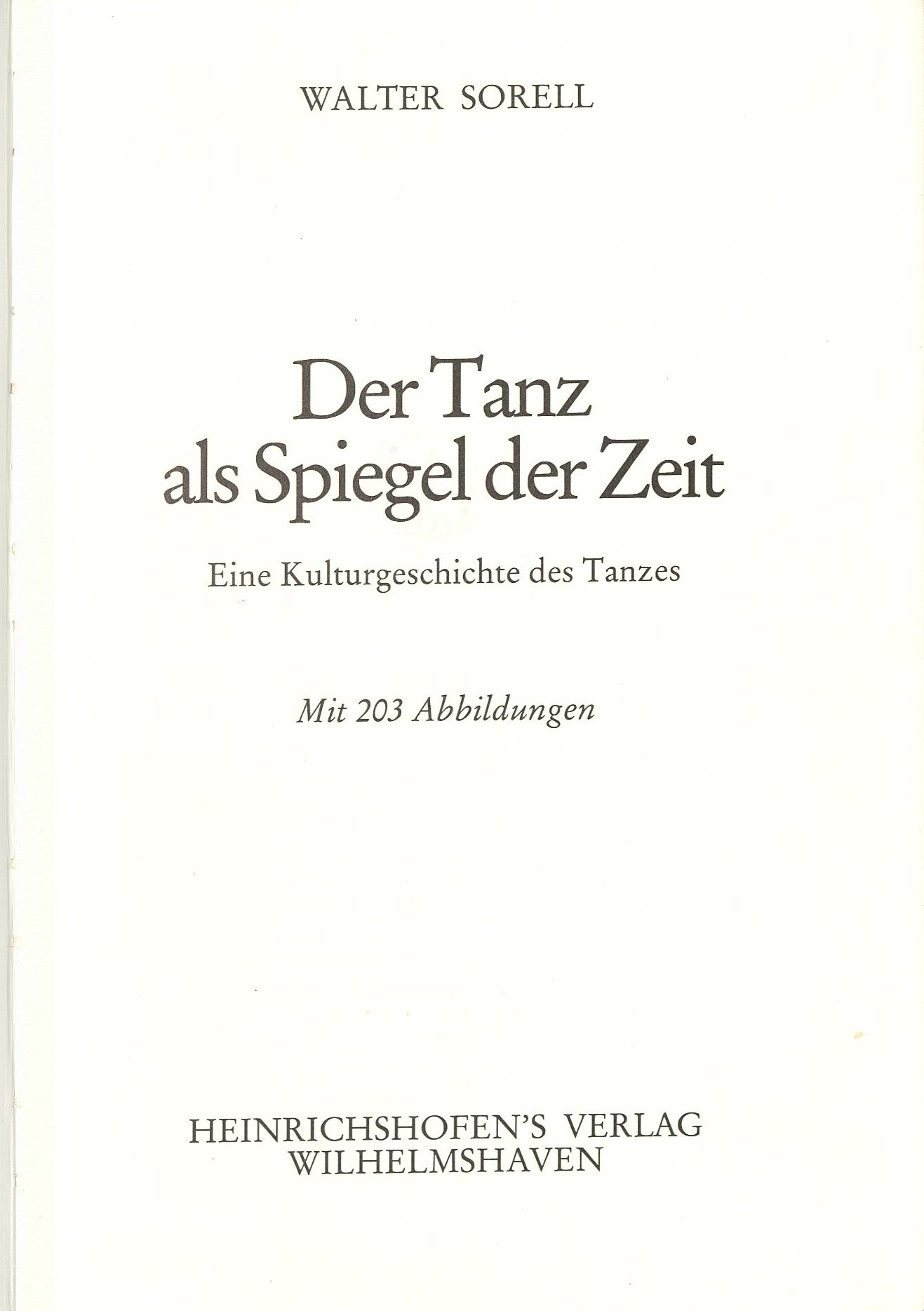
Der Tanz als Spiegel der Zeit (1985)

- The Dance Through the Ages, 1967 (Knaurs Buch vom Tanz, 1969)
- Hanya Holm, 1969
- The other face: the mask in the arts., London 1973
- The Mary Wigman Book. Edited and translated by W.S., 1975
- Am Rande der Zeit. Aufzeichnungen 1972–82, 1983
- Aspekte des Tanzes, 1984
- Tanz im Spiegel der Zeit, 1985
- Mary Wigman – Ein Vermächtnis, 1986
- Heimat Exil Heimat, 1997 (Wiener Vorlesungen)